# Плющ звичайний (пам'ятка природи, Надвірнянський район)
Плющ звича́йний — ботанічна пам'ятка природи місцевого значення в Україні. Об'єкт розташований на території Надвінянського району Івано-Франківської області, Зарічанське лісництво, квартал 3, виділ 10.
Площа — 0,5 га, статус отриманий у 1999 році. 